# 정의화
정의화(鄭義和, 1948년 12월 18일~)는 대한민국의 의사 출신 정치인이다. 제15·16·17·18·19대 국회의원이다. 제19대 국회 후반기 국회의장을 지냈다.

## 학력
- 1961년: 부산중앙국민학교 졸업
- 1964년: 부산중학교 졸업
- 1967년: 부산고등학교 졸업
- 1973년: 부산대학교 의과대학 의학 학사
- 1978년: 연세대학교 의과대학원 의학 석사
- 1995년: 인제대학교 의과대학원 의학 박사

### 명예 박사 학위
- 2002년: 한국해양대학교 명예 경영학 박사
- 2009년: 조선대학교 명예 정치학 박사
- 2011년: 공주대학교 명예 교육학 박사
- 2015년: 전남대학교 명예 법학박사

## 경력
- 1974년: 미국의사자격획득(ECFMG)
- 1975년:  세브란스병원 인턴수료
- 1979년: 전주예수병원 신경외과전공의 과정 수료
- 1979~1980년: 미국 샌프란시스코가주대학 신경외과 연구 펠루우십
- 1981년: 미국 뉴욕대학병원 신경외과 임상 펠로우쉽
- 1982년: 미국 로마란다대학 신경외과 뇌졸중 연구 펠로우쉽
- 1982년: 봉생신경외과병원장 취임
- 1984년: 미국 신경외과학회 정회원
- 1985년: 종합병원 김원묵기념 봉생병원장 취임
- 1990년: 동래봉생병원 의료원장
- 한-폴란드 의원친선협회장
- 1996년 4월 11일: 대한민국 제15대 국회의원 선거 당선(부산 중구·동구, 신한국당, 초선)
- 2000년 4월 13일: 대한민국 제16대 국회의원 선거 당선(부산 중구·동구, 한나라당, 재선)
- 2004년 4월 15일: 대한민국 제17대 국회의원 선거 당선(부산 중구·동구, 한나라당, 3선)
- 2008년 4월 9일: 대한민국 제18대 국회의원 선거 당선(부산 중구·동구, 한나라당, 4선)
- 2012년 4월 11일: 대한민국 제19대 국회의원 선거 당선(부산 중구·동구, 새누리당, 5선)
- 2016년~: 새한국의 비전 이사장
- 2021년 1월~2021년 3월: 국민의힘 박형준 4·7재보궐선거 부산광역시장 예비후보 ‘내게 힘이 되는 캠프’ 선거대책위원회 명예 선대위원장
- 2021년 3월~: 국민의힘 상임고문
- 2021년 3월~2021년 4월: 국민의힘 4·7재보궐선거 서울특별시장 보궐선거 선거대책위원회 명예선대위원장
- 2021년 3월~2021년 4월: 국민의힘 부산광역시당 4.7 부산시장 보궐선거 선거대책위원회 명예선거대책위원장
- 한반도선진화재단 고문
- 2021년 8월~2021년 9월: 국민의힘 최재형 제20대 대통령 선거 예비후보 열린캠프 명예 공동선거대책위원장
- 2022년 5월: 국민의힘 제8회 지방선거 부산 선거대책위원회 명예선대위원장
- 2022년 12월 ~ : 국민의힘 상임고문단 회장

## 제15대 국회
- 1996년 5월 30일 ~ 2000년 5월 29일: 제15대 국회의원(부산 중구·동구, 신한국당→한나라당, 초선)
- 제15대 국회 보건복지위원회 위원
- 제15대 국회 국회운영위원회 위원
- 제15대 국회 아동, 인구, 환경의원연맹 회원
- 제15대 국회 과학기술정보통신위원회 위원
- 한나라당 원내부총무
- 한나라당 과학기술위원장

## 제16대 국회
- 2000년 5월 30일 ~ 2004년 5월 29일: 제16대 국회의원(부산 중구·동구, 한나라당, 재선)
- 제16대 국회 재정경제위원회 위원 겸 간사
- 제16대 국회 운영위원회 위원 겸 간사
- 제16대 국회 예산결산특별위원회 계수조정소위원회 위원
- 한나라당 재정경제위원장
- 한나라당 16대 대선 중앙선거대책위원회 2030위원회
- 한나라당 원내수석부총무
- 한나라당 원내총무 권한대행
- 한나라당 국정감사 상황실장

## 제17대 국회
- 2004년 5월 30일 ~ 2008년 5월 29일: 제17대 국회의원(부산 중구·동구, 한나라당, 3선)
- 제17대 국회 통일외교통상위원회 위원
- 제17대 국회 재정경제위원회 위원장
- 제17대 국회 중국의 고구려사 왜곡대책특별위원회 위원장
- 제17대 국회 여수세계박람회유치특별위원회 위원장
- 한나라당 지역화합발전특별위원회 위원장
- 한나라당 이명박 대통령후보 경선 선거대책위원회 부위원장 겸 대외협력위원회 위원장
- 한나라당 중앙선거대책위원회 직능정책본부장
- 한나라당 시도별 선거대책위원회 선대위원장(부산지역)

## 제18대 국회
- 2008년 5월 30일 ~ 2012년 5월 29일: 제18대 국회의원(부산 중구·동구, 한나라당→새누리당, 4선)
- 제18대 국회 외교통상통일위원회 위원
- 한나라당 최고위원
- 한나라당 인재영입위원장
- 한나라당 세종시특별위원장
- 제18대 국회 스카우트의원연맹 회장
- 정운찬 국무총리 인사청문회 위원장
- 제18대 후반기 국회부의장(2010.06 ~ 2012.05)
- 제18대 후반기 국회 국방위원회 위원
- 2011년 5월 한나라당 비상대책위원회 위원장
- 제18대 후반기 국회의장 권한대행

## 제19대 국회
- 2012년 5월 30일 ~ 2016년 5월 29일: 제19대 국회의원(부산 중구·동구, 새누리당→무소속, 5선)
- 제19대 외교통상통일위원회 위원
- 제19대 외교통일위원회 위원
- 제19대 국회 후반기 국회의장

## 같이 보기
- 중구·동구 (부산 선거구)
- 부산 중구의 국회의원
- 부산 동구의 국회의원
- 대한민국의 국회부의장
- 대한민국의 국회의장

## 서훈
- 2017년: 국민훈장 무궁화장
- 2017년: 일본 욱일대수장

## 역대 선거 결과
|  | 41.61% |

|  | 57.71% |

|  | 59.56% |

|  | 66.35% |

|  | 48.14% |

## 소속 정당
| 소속 정당 | 소속 정당  | 소속 기간 | 비고           |
| --------- | ---------- | --------- | -------------- |
|           | 신한국당   | 1996~1997 | 정계 입문      |
|           | 한나라당   | 1997~2012 | 합당           |
|           | 새누리당   | 2012~2014 | 당명 변경      |
|           | 무소속     | 2014~2016 | 탈당           |
|           | 새누리당   | 2016      | 복당           |
|           | 무소속     | 2016~2020 | 탈당 정계 은퇴 |
|           | 미래통합당 | 2020      | 복당           |
|           | 국민의힘   | 2020~현재 | 당명 변경      |